# David Alaba
David Alaba (n. 24 iunie 1992, Viena, Austria) este un fundaș stânga aflat sub contract cu echipa spaniolă Real Madrid.

## Cariera de jucător

### Începutul carierei
Născut în Viena, Alaba și-a început cariera la SV Aspern, înainte de a se alătura echipei de juniori FK Austria Viena la vârsta de 10 ani. A avansat foarte repede, astfel că în aprilie 2008 a fost numit pe banca de rezerve a unei echipe de seniori pentru un meci din Bundesliga. De asemenea, el a jucat cinci meciuri pentru echipa secundă a FK Austria Viena, înainte de a pleca în vara anului 2008 pentru a se alătura formației din Bundesliga, FC Bayern München.

### Bayern München
Alaba a început la academia de tineret a lui Bayern München, jucând pentru echipele de Under-17 și Under-19, înainte de a fi promovat la echipa secundă pentru sezonul 2009-2010. El a debutat în 3. Liga într-un meci împotriva echipei Dynamo Dresda în august 2009 și a marcat primul său gol pentru Bayern II München pe 29 august 2009. El a fost selectat pentru lotul lui Bayern München pentru 2009–2010. În ianuarie 2010, a fost anunțat că Alaba se va antrena cu prima echipă pentru sezonul 2009-2010. A devenit cel mai tânăr jucător al echipei, la 17 ani, 7 luni și 8 zile. Cinci zile mai tâziu, acesta a debutat în UEFA Champions League împotriva echipei ACF Fiorentina pe 9 martie 2010.
În ianuarie 2011, Alaba a fost împrumutat la TSG 1899 Hoffenheim până la sfârșitul sezonului 2010-2011 al Bundesliga. Mai târziu în acea lună, a marcat primul său gol din Bundesliga într-un meci terminat egal 2–2 cu FC St. Pauli.
Alaba s-a întors la Bayern la începutul sezonului 2011-2012, unde a ajuns un titular important al primei echipe. Pe 23 octombrie 2011, Alaba a marcat primul său gol pentru Bayern München în înfrângerea 1–2 cu Hannover 96. În timpul celei de-a doua jumătăți a sezonului 2011-2012 din Bundesliga, a devenit titular pentru Bayern. Pe 25 aprilie 2012, el a jucat în semifinala  Ligii Campionilor 2011-2012 împotriva echipei Real Madrid, și a marcat primul gol al lui Bayern de la lovituri de departajare, astfel ei câștigând cu 3-1 la penaltiuri. Oricum, chiar dacă a primit doar un cartonaș galben în semifinală, Alaba nu a avut voie să joace în Finala Ligii Campionilor 2012 din cauza suspendării.
Pe 2 aprilie 2013, Alaba a marcat al șaptelea cel mai rapid gol (25,02 secunde) din istoria UEFA Champions League pentru a o aduce pe Bayern către victoria 2-0 cu Juventus Torino. Pe 25 mai 2013, el a jucat toate cele 90 de minute ca fundaș stânga din Finala Ligii Campionilor 2013, Bayern învingând Borussia Dortmund cu 2–1. Pe 2 decembrie 2013, Alaba a semnat un nou contract cu FC Bayern München, care va ține până în 2018.

### Real Madrid
La data de 28 mai 2021, echipa spaniolă Real Madrid a anunțat că a ajuns la un acord cu Alaba care a semnat un contract pentru cinci ani, din postura de jucător liber. Contractul este valabil de la data de 1 iulie 2021, iar Alaba se va alătura echipei madrilene după UEFA Euro 2020.

## Cariera internațională

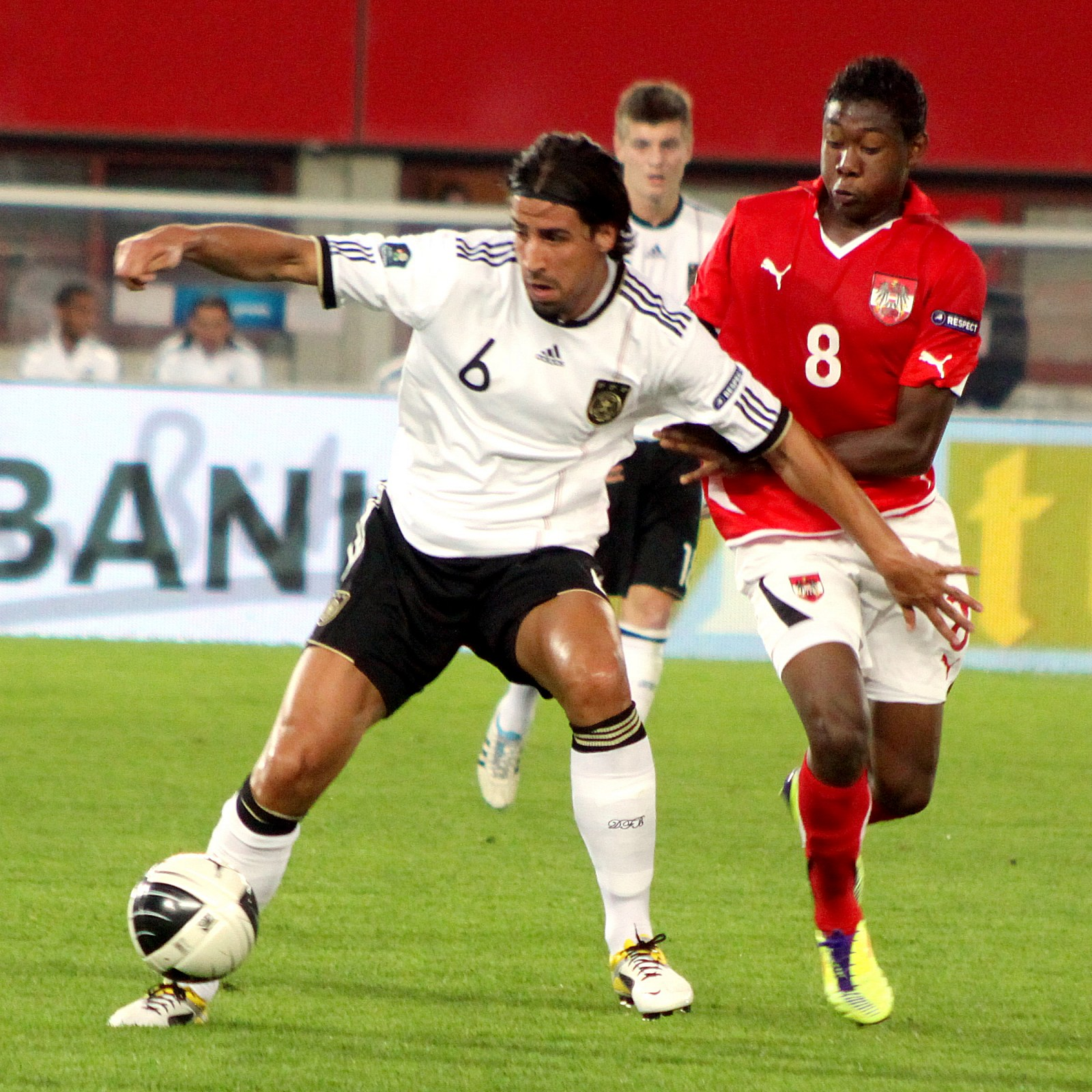
Alaba (dreapta) luptându-se cu Sami Khedira într-un meci din Preliminariile EURO 2012.

Alaba a jucat pentru naționalele de Under-17, Under-19 și Under-21 ale Austriei. În octombrie 2009, a fost chemat la echipa națională de seniori a Austria pentru meciul împotriva Franței. A fost titular în acest meci, devenind cel mai tânăr jucător din istoria naționalei Austriei. A marcat primul său gol pentru Austria pe 16 octombrie 2012 în Calificările pentru Campionatul Mondial de Fotbal 2014 într-un meci împotriva Kazahstanului, câștigat de austrieci cu 4-0.
La 19 ani, Alaba a fost ales Fotbalistul austriac al anului în 2011. Acesta a primit în decembrie 2012, premiul pentru al doilea an consecutiv. Pe 10 septembrie 2013, Alaba a marcat singurul gol al meciului împotriva Irlandei în minutul 84. A marcat golul final al Austriei în meciul din calificări împotriva Insulelor Feroe, meci câștigat cu 3-0. Alaba a încheiat campania pentru Preliminariile Campionatului Mondial 2014 ca și golgheter al echipei naționale a Austriei cu șase goluri.

### Goluri internaționale
| #  | Data               | Stadion                                 | Adversar          | Scor | Rezultat | Competiție                                |
| -- | ------------------ | --------------------------------------- | ----------------- | ---- | -------- | ----------------------------------------- |
| 1  | 16 octombrie 2012  | Ernst-Happel-Stadion, Viena, Austria    | Kazahstan         | 3–0  | 4–0      | Preliminariile Campionatului Mondial 2014 |
| 2  | 22 martie 2013     | Ernst-Happel-Stadion, Viena, Austria    | Insulele Feroe    | 5–0  | 6–0      | Preliminariile Campionatului Mondial 2014 |
| 3  | 26 martie 2013     | Aviva Stadium, Dublin, Irlanda          | Republica Irlanda | 2–2  | 2–2      | Preliminariile Campionatului Mondial 2014 |
| 4  | 7 iunie 2013       | Ernst-Happel-Stadion, Viena, Austria    | Suedia            | 1–0  | 2–1      | Preliminariile Campionatului Mondial 2014 |
| 5  | 10 septembrie 2013 | Ernst-Happel-Stadion, Viena, Austria    | Republica Irlanda | 1–0  | 1–0      | Preliminariile Campionatului Mondial 2014 |
| 6  | 15 octombrie 2013  | Tórshavn, Insulele Feroe                | Insulele Feroe    | 3–0  | 3–0      | Preliminariile Campionatului Mondial 2014 |
| 7  | 8 septembrie 2014  | Ernst-Happel-Stadion, Viena, Austria    | Suedia            | 1–0  | 1–1      | Preliminariile EURO 2016                  |
| 8  | 9 octombrie 2014   | Stadionul Zimbru, Chișinău, Moldova     | Republica Moldova | 1–0  | 2–1      | Preliminariile EURO 2016                  |
| 9  | 27 martie 2015     | Rheinpark Stadion, Vaduz, Liechtenstein | Liechtenstein     | 3–0  | 5–0      | Preliminariile EURO 2016                  |
| 10 | 8 septembrie 2015  | Friends Arena, Solna, Suedia            | Suedia            | 1–0  | 4–1      | Preliminariile EURO 2016                  |
| 11 | 17 noiembrie 2015  | Ernst-Happel-Stadion, Viena, Austria    | Elveția           | 1–1  | 1–2      | Meci amical                               |
| 12 | 23 martie 2018     | Wörthersee Stadion, Klagenfurt, Austria | Slovenia          | 1–0  | 3–0      | Meci amical                               |
| 13 | 6 septembrie 2018  | Generali Arena, Viena, Austria          | Suedia            | 2–0  | 2–0      | Meci amical                               |
| 14 | 16 noiembrie 2019  | Ernst-Happel-Stadion, Viena, Austria    | Macedonia de Nord | 1–0  | 2–1      | Preliminariile EURO 2020                  |

## Palmares

### Club
Bayern München
- Bundesliga: 2009–2010, 2012–2013, 2013–2014, 2014–2015, 2015–2016, 2016–2017, 2017–2018, 2018–2019, 2019–2020, 2020–2021
- DFB-Pokal: 2009–2010, 2012–2013, 2013–2014, 2015–2016, 2018–2019, 2019–2020
- DFL-Supercup: 2012, 2016, 2017, 2018, 2020
- Liga Campionilor UEFA: 2012–2013, 2019–2020
- Supercupa Europei: 2013, 2020
- Campionatul Mondial al Cluburilor FIFA: 2013, 2020

### Individual
- Fotbalistul austriac al anului: 2011, 2012, 2013, 2014, 2015, 2016, 2020

## Statistici
La 23 aprilie 2025.
| Performanțe                | Performanțe   | Performanțe   | Campionat | Campionat | Cupă    | Cupă   | Continental | Continental | Europa  | Europa | Total   | Total  |
| Club                       | Divizie       | Sezon         | Meciuri   | Goluri    | Meciuri | Goluri | Meciuri     | Goluri      | Meciuri | Goluri | Meciuri | Goluri |
| -------------------------- | ------------- | ------------- | --------- | --------- | ------- | ------ | ----------- | ----------- | ------- | ------ | ------- | ------ |
| Bayern München II          | 2009–10       | 3. Liga       | 23        | 1         | —       | —      | —           | —           | —       | —      | 23      | 1      |
| Bayern München II          | 2010–11       | 3. Liga       | 10        | 0         | —       | —      | —           | —           | —       | —      | 10      | 0      |
| Bayern München II          | Total         | Total         | 33        | 1         | —       | —      | —           | —           | —       | —      | 33      | 1      |
| Bayern München             | 2009–10       | Bundesliga    | 3         | 0         | 1       | 0      | 2           | 0           | —       | —      | 6       | 0      |
| Bayern München             | 2010–11       | Bundesliga    | 2         | 0         | 1       | 0      | 0           | 0           | 0       | 0      | 3       | 0      |
| Bayern München             | 2011–12       | Bundesliga    | 30        | 2         | 6       | 1      | 11          | 0           | —       | —      | 47      | 3      |
| Bayern München             | 2012–13       | Bundesliga    | 23        | 3         | 4       | 0      | 11          | 2           | 0       | 0      | 38      | 5      |
| Bayern München             | 2013–14       | Bundesliga    | 28        | 2         | 5       | 0      | 12          | 2           | 4       | 0      | 49      | 4      |
| Bayern München             | 2014–15       | Bundesliga    | 19        | 2         | 3       | 3      | 6           | 0           | 1       | 0      | 29      | 5      |
| Bayern München             | 2015–16       | Bundesliga    | 30        | 1         | 5       | 0      | 10          | 1           | 1       | 0      | 46      | 2      |
| Bayern München             | 2016–17       | Bundesliga    | 32        | 4         | 5       | 1      | 9           | 0           | 1       | 0      | 47      | 5      |
| Bayern München             | 2017–18       | Bundesliga    | 23        | 2         | 6       | 0      | 7           | 0           | 0       | 0      | 36      | 2      |
| Bayern München             | 2018–19       | Bundesliga    | 31        | 3         | 4       | 0      | 7           | 0           | 1       | 0      | 43      | 3      |
| Bayern München             | 2019–20       | Bundesliga    | 28        | 1         | 5       | 1      | 8           | 0           | 1       | 0      | 42      | 2      |
| Bayern München             | 2020–21       | Bundesliga    | 33        | 2         | 1       | 0      | 8           | 0           | 3       | 0      | 45      | 2      |
| Bayern München             | Total         | Total         | 281       | 22        | 46      | 6      | 92          | 5           | 12      | 0      | 431     | 33     |
| 1899 Hoffenheim (împrumut) | 2010–11       | Bundesliga    | 17        | 2         | 1       | 0      | —           | —           | —       | —      | 18      | 2      |
| Real Madrid                | 2021–22       | La Liga       | 30        | 2         | 3       | 0      | 12          | 1           | 1       | 0      | 46      | 3      |
| Real Madrid                | 2022–23       | La Liga       | 23        | 1         | 2       | 0      | 11          | 0           | 3       | 1      | 39      | 2      |
| Real Madrid                | 2023–24       | La Liga       | 14        | 0         | 0       | 0      | 3           | 0           | 0       | 0      | 17      | 0      |
| Real Madrid                | 2024–25       | La Liga       | 7         | 0         | 2       | 0      | 5           | 0           | 0       | 0      | 14      | 0      |
| Real Madrid                | Total         | Total         | 74        | 3         | 7       | 0      | 31          | 2           | 4       | 0      | 116     | 5      |
| Total carieră              | Total carieră | Total carieră | 405       | 28        | 55      | 7      | 123         | 6           | 16      | 1      | 598     | 41     |

1. 1 2 3 4 5 6 7 8 9 10 11 12 13 14 15  Apariții în UEFA Champions League
2. ↑  O apariție în DFL-Supercup, o apariție în Supercupa Europei UEFA, două apariții în Cupa Mondială a Cluburilor FIFA
3. 1 2 3 4 5  Apariție în DFL-Supercup
4. ↑  O apariție în Supercupa UEFA, două apariții în Cupa Mondială a Cluburilor FIFA
5. ↑  Apariție în Supercopa de España
6. ↑  O apariție și un gol în Supercupa UEFA, două apariții în Cupa Mondială a Cluburilor FIFA